# Slag bij Pavia (271)
De Slag bij Pavia vond plaats in 271 in Noordoost-Italië, tussen de Alemannen en het Romeinse leger onder leiding van keizer Aurelianus.

## De veldslag
Na het Romeinse verlies bij Placentia en de Romeinse overwinning bij Fano eerder dat jaar, zette keizer Aurelianus met zijn leger de achtervolging in van de Alemannen, die toen al op de terugtocht waren. Aurelianus liet de bergpassen afsluiten en wist de Alemannen te omsingelen bij Pavia. Daarna viel hij aan en vernietigde het complete leger van de Alemannen. Slechts een klein deel overleefde de slag, en werden gevangen afgevoerd naar de Rome om aan het volk te worden getoond. Deze overwinning leverde hem de eretitel Germanicus Maximus op (de Alemannen waren een Germaans volk).

## Betekenis
De Romeinen waren er weliswaar in geslaagd om een einde te maken aan de invasie door de Alemannen, maar ze waren enorm geschrokken van de eerste directe bedreiging sinds eeuwen van de hoofdstad van het Rijk na de nederlaag van het leger bij Piazena. Aurelianus besloot daarom Rome weer te voorzien van muren. Spoedig daarna zouden de Romeinen ertoe overgaan alle steden in Italië te ommuren.

## Bron
- Ammianus Marcellinus, Romeins historicus

Gardameer · Placentia · Fano · Pavia · Vindonissa · Reims · Straatsburg · Sulz am Nackar · Argentovaria · Langres
Oorlogen van de Romeinse Republiek
· Romeins-Etruskische Oorlogen
· Romeins-Aequische Oorlogen
· Latijnse Oorlog
· Romeins-Hernicische Oorlogen
· Romeins-Volscische Oorlogen
· Samnitische oorlogen (Eerste, Tweede, Derde)
· Pyrrhische Oorlog
· Punische oorlogen (Eerste, Tweede, Derde)
· Illyrische Oorlogen (Eerste, Tweede, Derde)
· Macedonische Oorlogen (Eerste, Tweede, Derde, Vierde)
· Romeins-Seleucidische Oorlog
· Aetolische Oorlog
· Galatische Oorlog
· Romeinse Verovering van Hispania (Eerste Celtiberische Oorlog, Lusitanische Oorlog, Numantische Oorlog, Sertorische Oorlog, Cantabrische Oorlogen)
· Achaeïsche Oorlog
· Oorlog tegen Jugurtha
· Cimbrische Oorlog
· Servilische Oorlogen (Eerste, Tweede, Derde)
· Bondgenotenoorlog
· Sulla's Burgeroorlogen (Eerste, Tweede)
· Mithridatische oorlogen (Eerste, Tweede, Derde)
· Gallische Oorlog
· Romeinse expedities naar Britannia
· Burgeroorlog tussen Pompeius en Caesar
· Einde van de Republiek (Slag bij Mutina, Burgeroorlog tegen Brutus en Cassius, Siciliaanse Opstand, Perusiaanse Oorlog, Burgeroorlog tussen Antonius en Octavianus)
Oorlogen van het Romeinse Keizerrijk
· Germaanse Oorlogen (Teutoburgerwoud, Marcomannenoorlog, Alemannische Oorlogen, Gotische Oorlog, Visigotische Oorlogen)
· Romeinse verovering van Britannia
· Boudicca
· Armenische Oorlog
· Vierkeizerjaar
· Joodse Oorlog
· Romeins-Parthische Oorlog
· Romeins-Perzische oorlogen
· Burgeroorlogen van de derde eeuw
. Gotische oorlog (376-382)
. Gotische opstand van Alarik I
. Gildonische opstand
. Gotische oorlog (402-403)
. Pictische oorlog van Stilicho
. Oorlog van Heraclianus
. Oorlog van Radegaisus
. Rijnoversteek
. Romeinse Burgeroorlog 427-429
· Val van het West-Romeinse Rijk